# Črnorepka
Črnorepka (znanstveno ime Oblada melanura) je morska riba iz družine šparov.

## Opis
Ime je ta riba dobila po temni pegi na korenu repne plavuti, ki spominja na oko, po čemer je dobila tržaško ime očada. Črnorepka ima elipsasto, bočno precej stisnjeno telo z majhno glavo, na kateri so velike oči in majhna črna usta z naprej štrlečo spodnjo čeljustjo. Po hrbtu je svinčenomodre barve, boki so svetli srebrno modrikasti, vzdolž njih pa potekajo za odtenek temnejše proge. Trebuh je srebrne do srebrno bele barve. Prsne plavuti so dolge in imajo bakren pridih, hrbtna plavut pa poteka od prve tretjine telesa skoraj vse do repne plavuti.
Črnorepka je majhna riba, ki le redko zraste do 30 cm, živi v majhnih skupinah, prehranjuje pa se s školjkami, majhnimi ribicami in raznimi talnimi nevretenčarji, pa tudi s planktonom.

## Razširjenost in uporabnost
Črnorepka je pogosta riba Jadranskega morja, ki se zadržuje v obalnih vodah, najraje na tleh, poraslih z algami. Najdemo jo tudi na peščenih tleh, predvsem tam, kjer iz peska raste morska trava. Pogosta je tudi v drugih morjih Sredozemlja in po okusnosti spada med srednje cenjene ribe. Gospodarsko ne predstavlja pomembne vrste, lovijo pa jo vse leto z mrežami in trnkom, pa tudi s panolo.
Meso črnorepke je belo in mehko ter ima poseben okus. Meso je nekoliko suho, zato črnorepke največ kuhajo in pripravljajo v brodetu. Večje ribe tudi pečejo na žaru in pražijo.